# Кіньябулатова Катіба Каримівна
Катіба Карімівна Кіньябулатова (башк. Кинйәбулатова Кәтибә Кәрим ҡыҙы; 15 вересня 1920, с. Мавлютово, Аргаяшський кантон, Башкирська АРСР — 17 червня 2012) — башкирська радянська поетеса, член Спілки письменників Росії.

## Біографія
Катіба Кіньябулатова народилася 15 вересня 1920 року в с. Мавлютово Аргаяшського кантону БАССР (нині Аргаяшського району Челябінської області).
Закінчила Башкирський педагогічний інститут ім. К. А. Тімірязєва. У 1941-1952 роки працювала вчителем башкирського мови в школах Челябінської області.
З 1953 р. — в Уфі; працювала в редакції літературного журналу «Әҙәби Башҡортостан» («Літературна Башкирія»). У 1960-1962 роки навчалася в Москві на Вищих літературних курсах при Спілці письменників СРСР.
З 1968 по 1975 роки працювала головним редактором башкирського жіночого журналу «Башкортостан кызы».

## Творчість
Почала писати в повоєнні роки; перша збірка віршів вийшла у 1954 році.
Крім того, переклала на башкирську мову вірші О.С. Пушкіна, Адама Міцкевича, Агнії Барто.

### Вибрані твори
- «Біла кізка — золоте копитце» («Алтын  тояҡ — аҡ кәзә») — 1955
- «Зелене листя» ("Йәшел япраҡтар) — 1958
- «Аніса» ("Әнисә) — 1960
- «Невгасима любов» («Һүнмәҫ мөхәббәт») — 1962
- «Голос батька» («Атай тауышы») — 1964
- «Хвилини» («Минуттар») — 1965
- «Беркут» («Бөркөт») — 1966
- «Зірки танцюють» («Йондоҙҙар бейей») — 1969
- «Золотий ключик Айгузалі» («Айгүзәлдең алтин асҡысы») — 1970
- «Внучка партизана» («Партизан ейәнсәре») — 1974
- «Слово живим» («Һүҙ тереләргә») — 1971
- Лірика — 1975

## Нагороди та премії
- Орден «Знак Пошани» (1991)
- Заслужений працівник культури Башкортостану
- Лауреат Державної премії Республіки Башкортостан імені Хадії Давлетшиної (2011)[2].